# Weiß Handels GmbH

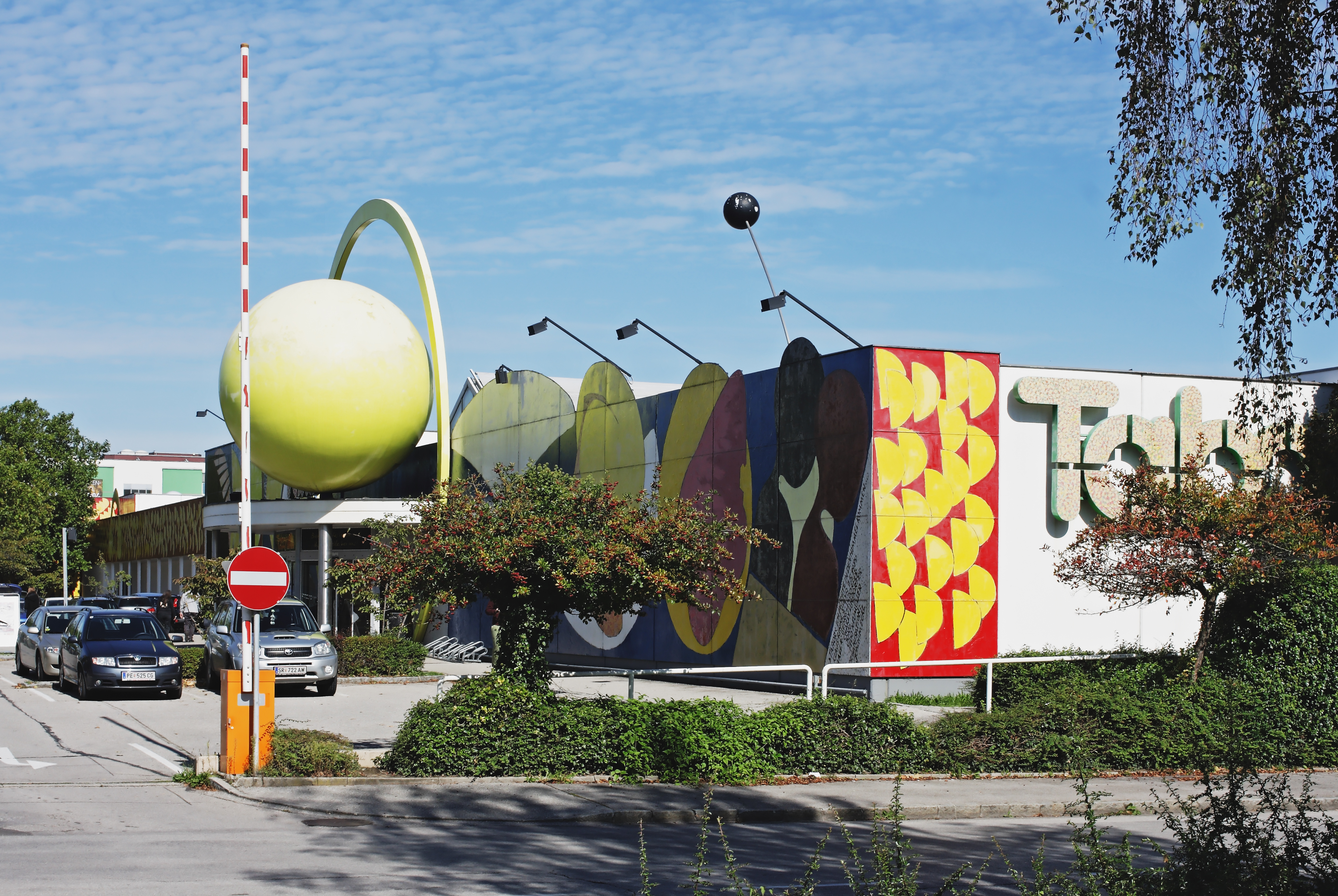
Das Tabor-Einkaufszentrum in Steyr

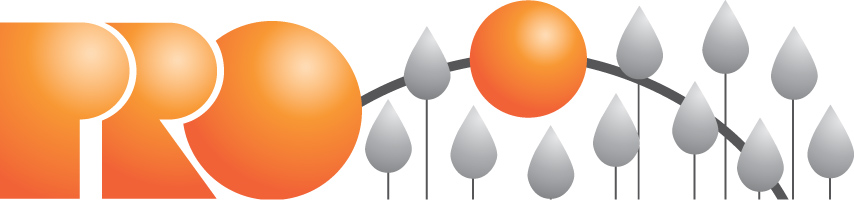
Pro Kaufland (Logo, 2017)

Die Weiß Handels GmbH war eine österreichische Handelsfirma mit Sitz in Linz und betrieb die drei Warenhäuser Pro Kaufland in Linz, Tabor in Steyr und Welas Park in Wels.

## Unternehmensgeschichte
Die Weiß Handels GmbH wurde von Gerhard Weiß (* 1939) ursprünglich gemeinsam mit der Pfeiffer gegründet. 1974 wurde das erste Kaufhaus Pro Kaufland in Linz-Urfahr, Lindengasse 16 eröffnet – mit dunkelgrün-schwarzem Logo „PRO“. 1980 folgte das Tabor in Steyr am Tabor, 2006 der Welas Park in Wels-Pernau.
Da sich bei Weiß familienintern kein Nachfolger fand, wurden die Warenhäuser sukzessive an die Rutter-Immobiliengruppe verkauft und vom neuen Betreiber zu Fachmarktzentren umgebaut (Welas Park Wiedereröffnung im Frühjahr 2019), das Tabor wird seit Jänner 2019 umgebaut und das Pro Kaufland bisher unverändert weitergeführt.
Die Firma betrieb in den Kaufhäusern eine eigene Fleischhauerei, Bäckerei und Konditorei. Weiters waren einige Firmen, wie Sportartikelhändler, Apotheke, Trafik, Schuhgeschäft etc. eingemietet.
Die Warenhäuser führten neben Lebensmittel auch Drogerie-, Haushaltsartikel, Mode, Textil, Parfümerie-, Schreib- und Spielwaren. Außerdem hatte jeder der drei Standorte ein SB-Restaurant.
Nach der Neugestaltung durch Rutter wurde beim Welas Rewe Ankermieter für einen Lebensmittelmarkt der Marke Billa Plus und weitere 23 Geschäftslokale wurden vermietet. Beim Pro Kaufland ist künftig eine gemischte Nutzung auch mit zusätzlichem Wohnraum in oberen Stockwerken angedacht.
Die Kaufhäuser in Linz und Steyr zählen zu den führenden in diesen Städten.
Der Jahresumsatz betrug rund 120 Mio. Euro (Stand 2008).

## Pionierarbeit von Gerhard Weiß
Gerhard Weiß bot Pionierleistungen für Konsumenten an: So war Weiß der erste, der bereits 1983 „Solange der Vorrat reicht“-Angebote abgeschafft hatte. Wenn eine Aktionsware nicht mehr vorhanden ist, erhält der Kunde eine Gutschrift. Weiß war auch der einzige, der für Lebensmittel, Wasch-, Putz-, Toiletteartikel und Tiernahrung ganzjährig eine Bestpreisgarantie gibt, ferner der einzige, der jedem Kunden bei jedem Artikel bereitwillig Kalkulationseinsicht gewährt. Ein weiteres Unikum sind die in den Häusern demokratisch gewählten Konsumentenbeiräte für Kritik, Lob und Vorschläge. Weiß’ Einkaufszentren waren auch die ersten, die jede Woche einwöchige Rabattaktionen für ganze Warengruppen durchführten.

## Geschäftsführer
- Gerhard Weiß